# Maximilian Steinberg
Pour les articles homonymes, voir Steinberg.
Maximilian Osseïevitch Steinberg (en russe : Максимилиан Осеевич Штейнберг), né à Vilna (gouvernement de Vilna, aujourd'hui en Lituanie) le 22 juin 1883 (4 juillet dans le calendrier grégorien) et mort à Léningrad le 6 décembre 1946, est un compositeur russe de musique classique et un professeur de musique.

## Biographie
Steinberg est né dans une famille juive de Vilna (Wilno en yiddish). Son père, Osseï (Osée) Steinberg, était un dirigeant du milieu juif. En 1901, Maximilian est allé à Saint-Pétersbourg, pour étudier la biologie à Université de Saint-Pétersbourg. Il en est sorti diplômé en 1906. En même temps, il a également commencé à étudier au Conservatoire de Saint-Pétersbourg. Il est entré dans la classe d'harmonie d'Anatoli Liadov, avant de passer dans la classe d'harmonie de Nikolaï Rimski-Korsakov et dans celle de contrepoint d'Alexandre Glazounov. Son talent considérable pour la composition s'est manifesté très vite, encouragé notamment par son mentor Rimski-Korsakov. Il est sorti diplômé du Conservatoire en 1908. Son condisciple Igor Stravinsky a ressenti avec une certaine contrariété l'intérêt particulier que Rimski-Korsakov portait à Steinberg . Malgré tout, Steinberg a déclaré que Stravinsky était un de ses plus proches amis lorsque celui-ci s'était fait un grand nom en Occident, déclaration que Stravinsky a fortement appréciée.
En 1908, Steinberg a épousé Nadejda, la fille de Rimski-Korsakov. Rimski-Korsakov meurt la même année, et Steinberg a révisé et complété le traité monumental de Rimski-Korsakov, Principes de l'orchestration, publié plus tard à Paris. Steinberg est devenu maître de conférences, puis en 1915 professeur de composition et d'orchestration au Conservatoire, un poste que son beau-père avait occupé avant lui. Il a occupé de nombreux autres postes au Conservatoire, et parmi d'autres, il a été, de 1934 à 1939 directeur adjoint, avant de partir à la retraite en 1946. Steinberg a joué un rôle important dans la vie musicale soviétique par son enseignement avec des élèves tels que Dmitri Chostakovitch, Galina Oustvolskaïa et Iouri Chaporine. Il est décédé en 1946 à Léningrad.

## Style de musique
Steinberg a été considéré d'abord comme un grand espoir de la musique russe, et a parfois même été plus hautement estimé que son collègue, Igor Stravinsky. Il a rejeté Stravinsky et les styles modernistes, préférant généralement le style de ses maîtres et montrer ainsi l'influence du nationalisme du Groupe des Cinq. Sa technique de composition se caractérise par un contrôle ferme et une orchestration brillante.
Plusieurs de ses œuvres utilisent la littérature mondiale pour leurs sujets. Les préceptes du réalisme socialiste qui ont affecté la musique à partir de 1932, n'ont pas entraîné de grands changements chez lui, car son style était déjà largement conforme à ce qui était demandé. Il avait tendance à choisir les sujets de ses œuvres à programme le plus souvent maintenant dans des sujets nationaux, et à se laisser influencer le plus souvent par le folklore musical et littéraire. Steinberg est aujourd'hui peu connu en tant que compositeur mais plutôt pour l'influence qu'il a eu par son enseignement.
Ses deux premières symphonies ont été enregistrées par Neeme Järvi pour Deutsche Grammophon.

## Liste partielle des œuvres
Pour orchestre
- Symphonie nº 1 ré majeur, op. 3 (1905/1906)
- Symphonie nº 2 en si bémol mineur, op. 8 "In memoriam Nikolai Rimsky-Korsakov" (1909)
- Symphonie nº 3, op. 18 (1928)
- Symphonie nº 4 "Turksib" (1933)
- Symphonie nº 5 "Symphonic Rhapsody sur des thèmes ouzbeks" (1942)
- Variations pour grand orchestre en Sol majeur, op. 2 (1905)
- Prélude Symphonique «in memoriam Nikolai Rimsky-Korsakov», op. 7 (1908)
- Fantaisie dramatique, op. 9 (1910)
- Ouverture solennelle sur des chants révolutionnaires de 1905-1907 et 1917 (1930)
- En Arménie, Capriccio  (1940)
- En avant!, Ouverture Héroïque ouzbek (1943)
- Concerto pour violon (1946)

Œuvres pour la scène
- Métamorphoses, Ballet après Ovide, op. 10 (1913)
- Till Eulenspiegel, Ballet (1936)
- Musique de scène

Musique vocale
- La Nymphe de l'eau, Cantate pour soprano, chœur de femmes et orchestre, op. 7 (1907)
- Heaven and Earth pour voix et orchestre d'après Byron (1918)
- Four Songs with Orchestra, après Rabindranath Tagore, op. 14 (1924)
- Mélodies
- Chœurs

Musique de chambre
- Quatuor à cordes nº 1 en la majeur, Op.5 (1907)
- Quatuor à cordes nº 2, op. 16 (1925)

La onzième symphonie de Nikolaï Miaskovski (op. 34, en si bémol mineur) est dédiée à Steinberg (Voir la liste des opus de Myaskovsky , qui contient également une transcription pour piano à quatre mains datée de 1930, par le compositeur un peu plus âgé, de la Troisième Symphonie de Steinberg).